# Б'ярне Рііс
Б'ярне Ліккегорд Ріс (данська вимова: [ˈpjɑːnə ˈʁiˀs]; нар.. 3 квітня 1964, Данія), на прізвисько Орел із Гернінга (дан. Ørnen fra Herning) — колишній данський професійний шосейний велогонщик, який посів перше місце на Тур де Франс 1996 року. Протягом багатьох років був власником, а згодом і менеджером асоційованої з Олегом Тиньковим російської UCI WorldTeam Tinkoff. Серед інших визначних моментів кар'єри — перше місце в Амстел Голд Рейс у 1997 році, кілька національних чемпіонатів Данії та перемоги на етапах Джиро д'Італія. 25 травня 2007 року визнав, що посів перше місце на Тур де Франс, використовуючи заборонені речовини, тому організатори Туру виключили його з числа переможців. У липні 2008 року Тур знову підтвердив його перемогу, але з позначкою зірочкою, що вказує на його допінгові порушення.

## Походження та спортивна кар'єра
Б'ярне Рііс народився 1964 року в Гернінгу в Данії. Почав займатися велоспортом у місцевому клубі Herning CK. Коли його не відібрали на літні Олімпійські ігри 1984 року, колишній велогонщик Кім Андерсен порадив Рїісу почати свою професійну кар'єру не в Італії, а в Люксембурзі. Його професійна кар'єра почалася в 1986 році, а першим результатом було п'яте місце на GP Wallonie того ж року. Після кількох років без особистих перемог, контракт із ним не продовжили і він закінчився в 1988 році.
У 1988 році на перегонах Туру Європейського Співтовариства, коли Б'ярне Рііс виступав за команду Toshiba з ним та іншим данським велогонщиком Кімом Еріксеном зв'язався колишній переможець Тур де Франс Лоран Фіньйон з команди Système U. Фіньйон очолював гонку Tour of European Community, але йому знадобилося кілька гонщиків, щоб допомогти забезпечити перемогу. У надії отримати контракт із Système U Рішс допоміг Фіньйону здобути перемогу, а в грудні 1988 року Б'ярне перейшов до команди Système U спортивного директора Сіріля Гімара як допоміжний гонщик для Фіньйона. Протягом наступних трьох років Рііс їздив як постійний помічник Фіньйона як рівнинною, так і гірською місцевістю, і вони стали близькими друзями. Рііс допоміг Фіньйону виграти Джиро д'Італія 1989 року, а сам Б'ярне Рііс здобув свою першу професійну перемогу, забезпечивши собі перемогу на 9-му етапі Джиро д'Італія.

### Успіх на Тур де Франс
Коли Фіньйон покинув Гімар у 1992 році, Б'ярне Рііс зв'язався з колегою-данцем Рольфом Соренсеном, який влаштував його велогонщиком до італійської команди Ariostea під керівництвом спортивного директора Джанкарло Ферретті. Рііс виграв сьомий етап Тур де Франс 1993 року, а також протягом дня носив футболку в горошок як лідер гірської класифікації. Він посів 5-е місце в загальному заліку, що було найкращим результатом велогонщиків Данії в історії Туру на той час, покращивши 6-е місце колишнього чемпіона світу Лейфа Мортенсена на Тур де Франс 1971 року.
Рііс захворів під час Тур де Франс у 1994 році, але пішов на відрив, а потім брав участь у сольних гонках протягом останніх 30 км доби. З командами спринтерів, які переслідували його всього за кілька секунд, він посів перше місце на фініші. Рііс фінішував 3-м на Тур де Франс 1995 року, став першим данцем, який піднявся на подіум у Парижі.
У сезоні 1996 року Рііс став капітаном команди Telekom. Після чудових виступів у високих підйомах Туру 1995 року Рііс був упевнений, що він здатний перемогти гонку. Б'ярне Рііс попросив своїх нових колег по команді підтримати його та переконав їх працювати на нього, щоб він приніс жовту майку Team Telekom. До початку Туру Б'ярне Рііс був у чудовій формі, вигравши чемпіонат Данії з шосейних перегонів за тиждень до прологу. Через сніг на Коль де л'Ізеран та Коль дю Галіб'є запланований 190-ти кілометровий 9-й етап від Валь-д'Ізера до Сестрієра в Італії було скорочено до 46-ти кілометрового спринту з Ле-Монетьє-ле-Бен, на який претендував Рііс, відкривши 44-секундний відрив від свого колеги по команді Яна Ульріха. До кінця Туру Рііс посів перше місце в генеральній класифікації з перевагою 1:41 над своїм молодим товаришем по команді Ульріхом. Таким чином він завершив серію з п'яти послідовних перемог великого турне Мігеля Індурайна. Перемога Рііса відіграла важливу роль у перетворенні Telekom з велосипедної команди другого рівня, яка боролася лише за запрошення до Туру 1995 року, на одну з найсильніших команд у шосейних гонках. Це також мало величезний позитивний вплив на розвиток велоспорту як у Данії, так і в Німеччині, значно підвищивши інтерес глядачів та відвідування цього виду спорту.
У 1997 році Б'ярне Рііс посів перше місце у весняній класичній гонці Амстел Голд Рейс, доклавши великих зусиль, проїхавши соло на довгій дистанції під проливним дощем. Б'ярне Рііс був фаворитом на Тур де Франс 1997 року, але натомість його молодий німецький колега по команді Ян Ульріх виграв загальний залік, а Рііс фінішував 7-м. По дорозі до стартапу на другому етапі Туру Швейцарії 1999 року Б'ярне Рііс вдарився об бордюр і розбився. Отримані травми ліктя та коліна зрештою змусили його піти на пенсію навесні 2000 року в 36-річному віці.

### Звинувачення в допінгу
Після кризи, пов'язаної з використанням допінгу під час виступів після Тур де Франс 1998 року, Рііс отримав прізвисько Містер 60 %, що свідчить про те, що він вживав допінг. 60 % — це натяк на високий рівень гематокриту (червоних кров'яних тілець), показник використання еритропоетину (EPO). Було опубліковано інформацію, але ніколи не доведено, що рівень гематокриту Рііса становив 56 % під час складання одного тесту в липні 1995 року. Значно вище типових природних рівнів (41 %) було показав тест, зданий у міжсезоння на початку того ж року. Найдавніші згадки про прізвисько можна простежити в інтерв'ю з гонщиками Festina в 1998—2000 роках, які, очевидно, припустили, що якщо вони вживали допінг, маючи показник понад 50 %, то Рііс мав результат 60 % , оскільки він зміг виграти Тур де Франс у 1996 році, випередивши гонщика Festina Річарда Віренка. У книзі Віллі Воета «Розірвати ланцюг» він згадує, що лікар команди Festina не дозволив би вводити EPO, якщо рівень гематокриту гонщика був близько 55 %. Б'ярне Рііс ніколи не давав позитивних результатів як гонщик, хоча на той час не існувало жодного тесту EPO. Однак у звітах зазначається, що поліція в Італії знайшла докази того, що Рііс міг бути серед мотоциклістів, яких у 1994 та 1995 роках лікували препаратами EPO медичні дослідники під керівництвом професора Франческо Конконі з Університету Феррари, що призвело до кримінального переслідування Конконі, а також Мікеле Феррарі. Файли, використані в судовій справі, очевидно, показали коливання рівня гематокриту в організмі Рііса від 41 % до 56,3 %.
Спекуляції щодо вживання допінгу Б'ярне Ріісом були ще більше підігріті його неоднозначним запереченням. Коли його запитали, чи вживав він допінг, велогонщик неодноразово заявляв, що «я ніколи не мав позитивного результату», — заява, яка не відповідає прямому запереченню.

#### Прийом

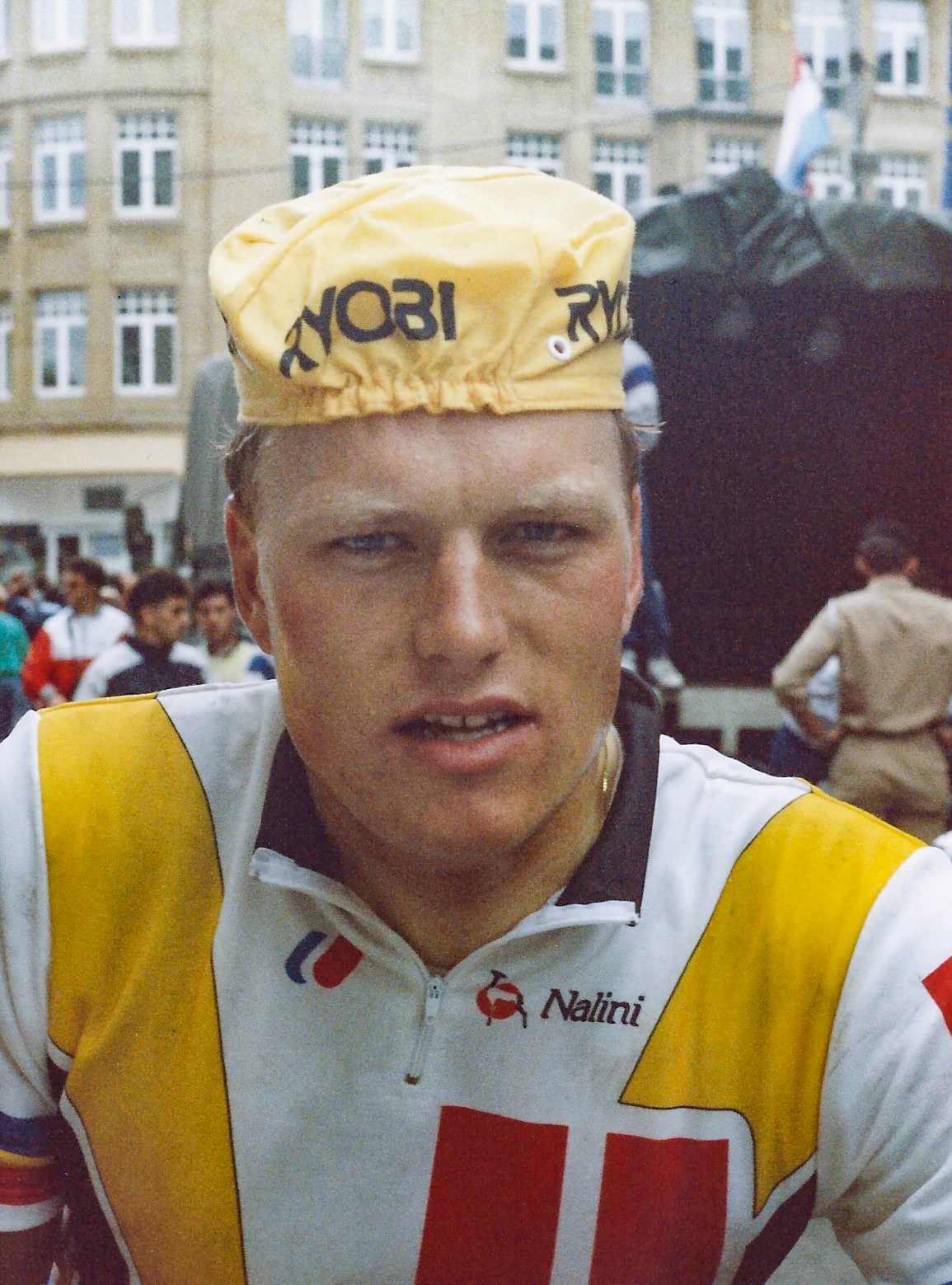
Б'ярне Рііс в складі Team Systeme U (1989)

Наприкінці квітня 2007 року колишній соньєр Рііса Джефф д'Онт написав книгу про застосування допінгу Ріісом та іншими гонщиками під час його роботи у велосипедному бізнесі. 21 травня 2007 року колишній товариш Рііса по Telekom Берт Дітц зізнався, що вживав допінг під час роботи в Telekom. Це спонукало інших колишніх товаришів по команді, Крістіана Генна та Удо Бьолтса, а також двох колишніх лікарів команди визнати свою причетність до вживання допінгу. 24 травня троє інших одноклубників Рольф Алдаг, Ерік Забель та Браян Голм зізналися у вживанні допінгу.
Після цієї серії зізнань 25 травня 2007 року Рііс опублікував прес-реліз про те, що він також робив «помилки» в минулому, і на наступній прес-конференції зізнався, що приймав EPO, гормон росту та кортизон протягом 6 років з 1993 по 1998 рік, у тому числі під час його перемоги на Тур де Франс 1996 року. Рііс сказав, що придбав та самостійно вводив собі еритропоетин, а тренер команди Волтер Годефрут «закривав очі» на вживання заборонених препаратів у команді. Він заперечував інформацію з книги Джеффа д'Онта, де йдеться про те, що його рівень гематокриту колись був протестований командою та досяг 64 %. Він сказав, що якщо хтось захоче забрати його жовту футболку, він зможе це зробити, для нього це нічого не означає. Рііса було вилучено з офіційної книги рекордів Тур де Франс, але в липні 2008 року його перемогу знову повернули до книги разом із додатковими примітками щодо використання ним допінгу.
Реакція на визнання Рііса була неоднозначною. Деякі критики назвали його шахраєм і що результати, яких він досяг у своїй кар'єрі, нічого не варті. Інші називали його жертвою допінгової культури, яка поширена в професійному шосейному велоспорті, і наполягали на тому, що він не повинен бути цапом відбувайла, адже проблема набагато глибша.
У листопаді 2010 року Рііс опублікував книгу про свою кар'єру велогонщика, наголошуючи на тому, що вживання допінгу протягом усього часу його змагань не розглядалося пелотоном як «обман», а просто як частина «нормальної підготовки» для професійного гонщика. Він розповів, що почав вживати лише кортикостероїди у 1980-х роках, а потім, як він зізнався раніше, повернувся до вживання допінгу ЕПО у 1993—1998 роках. Рііс стверджує, що востаннє він вживав допінг як велогонщик у липні 1998 року. За інформацією Б'ярне Рііса, він завершив кар'єру під час Тур де Франс у 1998 році, коли його могла арештувати поліція. У рамках розслідування допінгового скандалу Фестіна поліція їхала для обшуку кімнат його товаришів по команді Telekom. Рііс так прокоментував цей епізод: «Для мене не було вибору. Мої флакони з допінгом з кімнати повинні були швидко зникнути. Буквально за кілька хвилин я зібрав усі свої дози ЕПО і викинув їх в унітаз».

### Менеджер команди

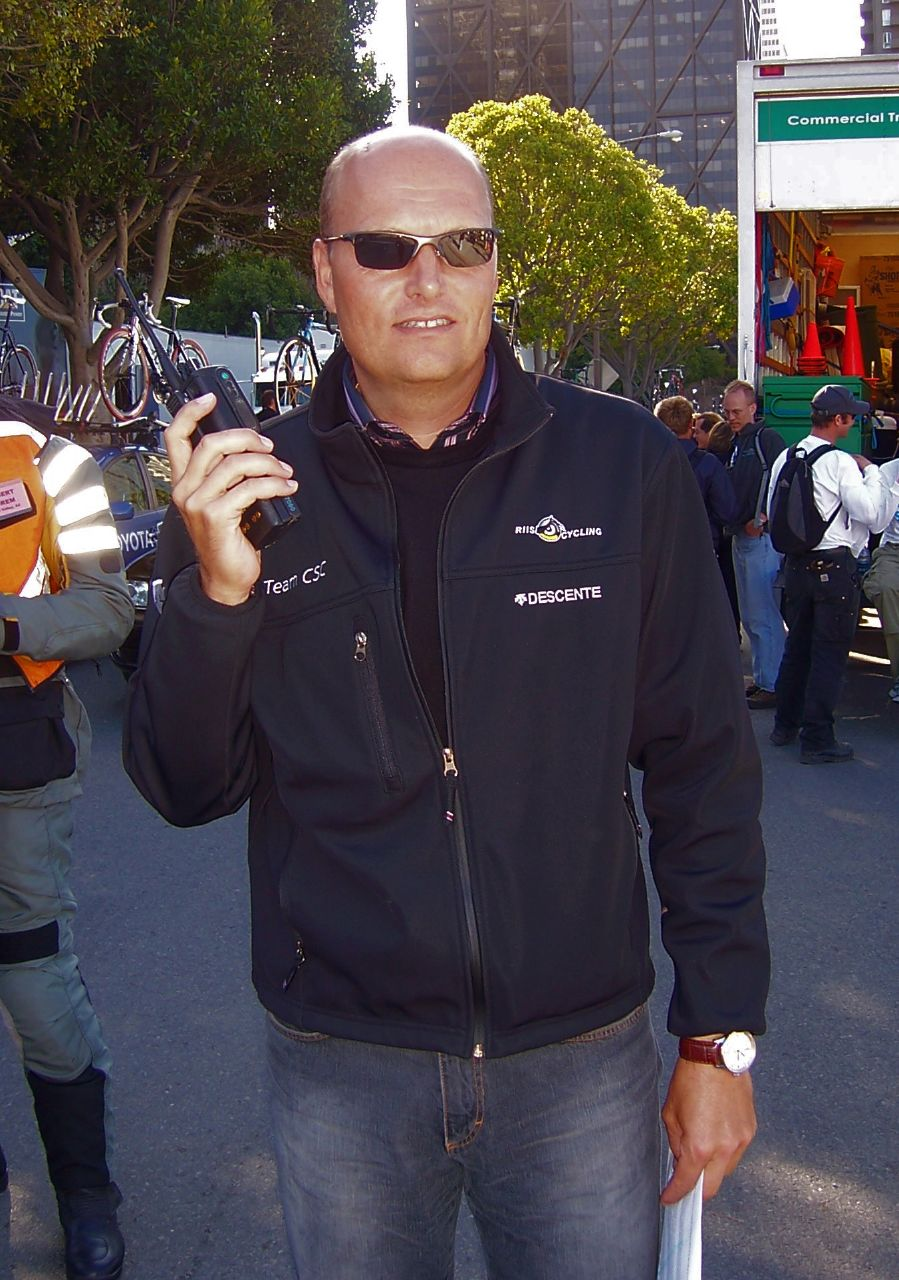
Б'ярне Рііс на посаді директора команди CSC (тур Каліфорнії 2007)

Після виходу на пенсію відкрилося нове життя. Б'ярне Рііс із самого початку був одним із людей, які увійшли до Tinkoff — першої данської команди, яка брала участь у Тур де Франс. Після звинувачень у вживанні допінгу та дискваліфікації гонщика Home-Jack & Jones Марка Стріла в 1999 році Home припинив своє спонсорство. Б'ярне Рііс придбав більшу частину вартості команди через її контрольну компанію Professional Cycling Denmark (PCD), і таким чином став менеджером команди. У 2001 році команда змінила спонсора на CSC/World Online, потім на CSC/Tiscali, а в сезонах 2003—2007 років американська ІТ- компанія CSC була єдиним спонсором Team CSC. У сезоні 2008 року крім CSC спонсором також став данський банк Saxo Bank, який з сезону 2009 року був єдиним спонсором команди. Пізніше команда отримала назву Team Saxo Bank Sungard і тепер відома як Team Saxo Bank-Tinkoff Bank.
Б'ярне Рііс перейменував PCD на Riis Cycling A/S у 2003 році. Перед сезоном 2005 року команда CSC мала фінансові проблеми, і деяких велогонщиків попросили скоротити їх зарплату. Рііс використовував власні гроші, щоб забезпечити роботу команди протягом перших років його роботи на посаді менеджера команди, витрати, які він пізніше пообіцяв ніколи не робити, коли була підписана нова угода про спонсорство під час Тур де Франс 2005 року .
Його команда була причетна до деяких випадків використання допінгу, і жоден гонщик не був засуджений за вживання допінгу в своїй команді. Однак у книзі Тайлера Гамільтона «Таємні перегони» описано, як Рііс активно заохочував використання допінгу в команді CSC. Крім того, Іван Бассо, який був претендентом на загальну класифікацію команди CSC Тур де Франс 2006, був виключений з команди перед початком Туру згідно з правилами UCI ProTour через його можливу причетність до допінгової справи Operación Puerto. Ця причетність підтверджена самим Бассо у квітні 2007 року. Через скандал контракт Бассо з Team CSC було розірвано.
Історія команди CSC під час Тур де Франс 2004 була відображена в документальному фільмі під назвою «Подолання».
Найкращими результатами Б'ярне Рііса на посаді менеджера в Гранд-турі стали перемоги на Джиро д'Італія 2006 року з Іваном Бассо, Тур де Франс 2008 і 2010 років з Карлосом Састре та Енді Шлеком, відповідно, а також Вуельта Іспанії 2012 року з Альберто Контадором .
У грудні 2013 року було підтверджено, що спонсор команди Олег Тиньков придбав команду у Ріїса за суму приблизно в 6 мільйонів євро, а Рііс залишився менеджером команди за трирічною угодою із заробітною платою в 1 мільйон євро на рік. Тиньков раніше критикував Рііса і Контадора за їхні виступи в 2013 році через соціальні мережі.
У березні 2015 року команда підтвердила, що з Ріісом розірвано контракт через розбіжності між менеджером та власником. ЗМІ спочатку повідомляли, що Рііса було відсторонено, оскільки він не з'явився на матчі Мілан–Сан-Ремо 2015, як планувалося, і що це сталося через невтішний початок сезону для команди. 29 березня було оголошено, що власник команди звільниі Рііса. Причиною відходу Рііса в новинах називалися «бурхливі стосунки» і «різниця в характерах» між Ріісом та Тиньковим.
У липні 2016 року Рііс та колишній генеральний директор Saxo Bank Ларс Сейєр оголосили, що вони взяли на себе кправління данською командою UCI Continental і перейменували її на Team TreFor з наміром функціонувати як фарм-клубом анонсованої UCI WorldTeam .
У січні 2020 року Рііс був призначений менеджером команди NTT_Pro_Cycling.

## Кар'єрні досягнення

### Основні результати
1984
2-е місце в загальному заліку на Флеш дю Сюд
1-й етап 1 & 2
1986
5 місце на Гран-прі Валлонії
1988
8 місце на Гран-прі Валлонії
1989
1-й етап 9-й на Джиро д'Італія
1-й етап 2-й на Тур де л'Авенір
1-й етап 2-й у (TTT) на Тур де Франс
2-ге місце на Grand Prix de la Libération
1990
Тур де л'Авенір
1-й етап 7 & 9
6 місце в загальному заліку на Тур де Люксембург
10 місце на Гран-прі Ісберга
1991
6 місце на чемпіонаті світу по шосейним велогонкам
1992
1-ше місце  на чемпіонаті Данії з шосейного велоспорту
4 місце на Brussels Cycling Classic
8 місце на Джіро ді Романья
1993
1-й етап 7-й на Джиро д'Італія
5 місце на в загальному заліку Тур де Франс
1-й етап 7-й на
9 місце на чемпіонаті світу по шосейним велогонкам
9 місце на Omloop van de Vlaamse Scheldeboorden
9 місце на Гран-прі Едді Меркса
1994
1-й етап 13-й на Тур де Франс
2-ге місце на Гран-прі Індустрія та Артіджанато ді Ларчано
5 місце на чемпіонаті Цюріха
6 місце в загальному заліку Ronde van Nederland
6 місце на Джіро дель Венето
6 місце на Milano–Vignola
7 місце на Джиро ді Ломбардія
7 місце на Джиро дель Емілія
7 місце на Гран-прі Едді Меркса
9 місце на чемпіонаті світу з шосейних велогонок
1995
1-ше місце на  National Road Championships
1-ше місце на  в загальному заліку туру Данії
1-й етап 3-й на (ITT)
2-ге місце на Букль де л'Он
3-й в загальному заліку Тур де Франс
1-й етап 3-й на (TTT)
5 місце на Гран-прі Едді Меркса
1996
Чемпіонат країни з шосе
1-ше місце  на чемпіонаті Данії з шосейного велоспорту
1-ше місце  на чемпіонаті Данії з шосейного велоспорту — індивідуальна гонка
1-ше місце  в загальному заліку Тур де Франс
1-й етап 9&16
1-ше місце на Кубку Саботіні
1-ше місце на GP Herning
2-ге місце на Гран-прі націй
3-й в загальному заліку Туру Данії
3-тє місце на Гран-прі кантону Аргау
3-тє місце на Джиро дель Емілія
3-тє місце на Telekom Grand Prix (разом із Яном Ульріхом)
4 місце на Rund um den Henninger-Turm
5 місце на в загальному заліку Гран-прі Міді Лібре
6 місце на Класика Альп
9 місце на Гран-прі Едді Меркса
10 місце на чемпіонаті світу з шосейних велогонок
1997
1-ше місце на Amstel Gold Race
1-ше місце на GP Herning
1-ше місц на Colliers Classic
1-й етап: 4-й на Гран-прі Вільгельма Телля
2-ге місце на чемпіонаті Данії
2-ге місце на Ешборн — Франкфурт
4 місце в загальному заліку Туру Данії
5 місце в загальному заліку Euskal Bizikleta
7 місце в загальному заліку Тур де Франс
7 місце на Гран-прі кантону Аргау
10 місце на Гран-прі Валлонії
1998
1-ше місце на GP Herning
1-й етап 5-й на Euskal Bizikleta
5 місце в загальному заліку Велогонки Миру

### Графік результатів загальної класифікації Великого туру
| Гранд-тур        | 1987 | 1988 | 1989 | 1990 | 1991 | 1992 | 1993 | 1994 | 1995 | 1996 | 1997 | 1998 |
| ---------------- | ---- | ---- | ---- | ---- | ---- | ---- | ---- | ---- | ---- | ---- | ---- | ---- |
| «Джиро д'Італія» | —    | DNF  | 86   | 100  | 43   | 101  | DNF  | 70   | —    | —    | —    | —    |
| «Тур де Франс»   | —    | —    | 95   | DNF  | 107  | —    | 5    | 14   | 3    | 1    | 7    | 11   |
| Вуельта Іспанії  | DNF  | —    | —    | —    | —    | —    | —    | —    | DNF  | —    | —    | —    |

| —   | Не брав участі |
| DNF | Не закінчив    |